# Biblioteka Królewska w Sztokholmie
Biblioteka Królewska (szw. Kungliga biblioteket; w skrócie KB) – szwedzka biblioteka narodowa w Sztokholmie, założona w 1661 roku, kiedy wprowadzono ustawę o obowiązku dostarczenia dla niej każdego wydrukowanego w Szwecji dzieła. Ma status samodzielnego podmiotu rządowego. Zajmuje się gromadzeniem, ogólnie rzecz biorąc, wszystkich wydawnictw opublikowanych w Szwecji lub w języku szwedzkim.
W 1935 roku budynek Biblioteki Królewskiej uzyskał status zabytku państwowego (szw. statligt byggnadsminne). Jest wpisany pod numerem 21400000308227 do rejestru zabytków Bebyggelseregistret prowadzonego przez Riksantikvarieämbetet.
W Bibliotece zatrudnionych jest około 350 osób, wliczając jej filie w Bålsta, Grängesberg i Strängnäs. Łączna długość jej półek wynosi 180 km. Z jej usług korzysta rocznie około 165 000 osób, a liczba wypożyczeń w ciągu roku wynosi blisko 95 000 (dane za rok 2011).
Jednym z najcenniejszych eksponatów w zbiorach Biblioteki Królewskiej jest tzw. Biblia Diabła – Codex Gigas.

## Historia

### Początki
Kungliga biblioteket – Sveriges nationalbibliotek (Biblioteka Królewska – Biblioteka Narodowa Szwecji) otrzymała swoją pierwszą siedzibę w zamku Tre Kronor w 1595 roku, a jej zbiory stanowiła kolekcja książek dynastii Wazów. Najstarszy spis królewskiego księgozbioru pochodzi z 1568 roku. W 1661 roku postanowiono, że drukarnie mają obowiązek dostarczenia dwóch egzemplarzy każdego wydrukowanego przez nich dzieła do Biblioteki Królewskiej; w 1993 roku obowiązek ten został rozszerzony na twórców mediów elektronicznych.
W 1697 roku w zamku Tre Kronor wybuchł pożar, który pochłonął ponad 17 000 książek; uratowano Biblię Diabła, którą podobno wyrzucono przez okno. Po wybudowaniu nowego zamku umieszczono w nim w 1768 roku Bibliotekę Królewską.

### XIX wiek

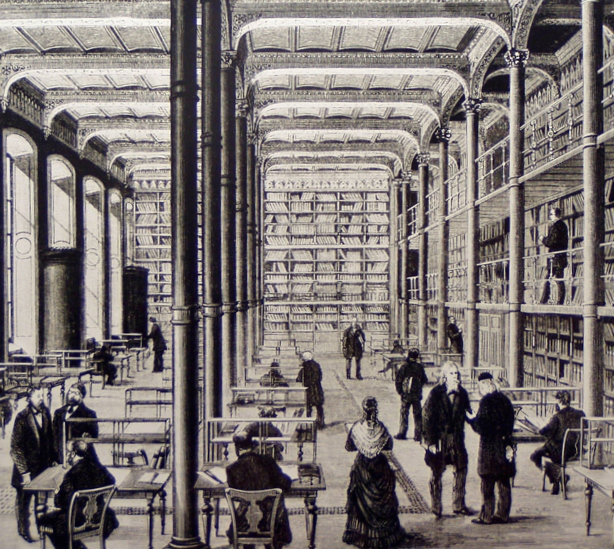
Czytelnia, ilustracja z końca XIX wieku

W XIX wieku nowe maszyny drukarskie oraz tani, wytwarzany maszynowo papier sprawiły, że produkcja książek i innych materiałów drukowanych zaczęła szybko wzrastać. Wkrótce w Bibliotece, ulokowanej w północno-wschodnim skrzydle zamku zaczęło brakować miejsca. W połowie XIX wieku zaczęto rozpatrywać plany nowego budynku biblioteki. Architekt Gustaf Dahl otrzymał w roku 1870 formalne zlecenie na wykonanie projektu nowej Biblioteki Królewskiej. Budynek Dahla reprezentował najnowocześniejsze rozwiązania w ówczesnej architekturze instytucjonalnej; architekt, inspirując się międzynarodowymi ideami, potraktował w sposób radykalny i perspektywiczny takie kwestie jak: czytelnie i magazyny, a także wentylację i ochronę przeciwpożarową. Na lokalizację budynku wybrano park Humlegården, w którym pierwotnie znajdował się królewski ogród warzywny, przekształcony następnie w park miejski. Park ten z czasem stał się ośrodkiem życia nocnego stolicy. Głównym powodem lokalizacji budynku Biblioteki w tym miejscu, była perspektywa nieograniczonych możliwości jego rozbudowy, a także chęć uchronienia tego zaniedbanego wówczas miejsca przed dalszą degradacją. Ukończony budynek Biblioteki otwarto 2 stycznia 1878 roku. Rok wcześniej Biblioteka Królewska zyskała formalny status biblioteki narodowej.
Ściany nośne budynku wykonano z cegły. Piętro przeznaczone na magazyn oparto na wspornikach z żeliwa. Z żeliwa wykonano również trzykondygnacyjne regały na książki. Konstrukcję budynku przepruto dużymi otworami okiennymi. Dwukondygnacyjna fasada została otynkowana i ozdobiona herbem i rozetami. Na parterze umieszczono granitowy portal, natomiast piętro podzielono pionowo pilastrami.

### XX i XXI wiek
Rosnące zbiory Biblioteki Królewskiej, wraz z rozszerzeniem jej działalności i wzrostem liczby korzystających z jej usług sprawiły, że nowy budynek szybko stał się zbyt ciasny. Zaradzono temu na pewien czas dobudowując nowe, niższe piętra pomiędzy starymi i zagospodarowując w lepszy sposób strychy i inne pomieszczenia. W 1920 roku architekt Axel Anderberg zaprojektował dobudowę dwóch skrzydeł do długiego na 80 m budynku Biblioteki. Ich budowę ukończono w 1928 roku. Dalsze plany rozbudowy gmachu, z powodu ówcześnie panujących poglądów, nie zostały jednak zrealizowane.
W latach 50. z powodu trudnej sytuacji lokalowej Biblioteki zlecono architektowi Carlowi Hampusowi Bergmanowi sporządzenie planu jej przebudowy. Przebudowa została przeprowadzona w latach 1956–1971. W jej wyniku powierzchnia Biblioteki zwiększyła się dwukrotnie, między innymi dzięki zbudowaniu podziemnego magazynu książek za biblioteką.

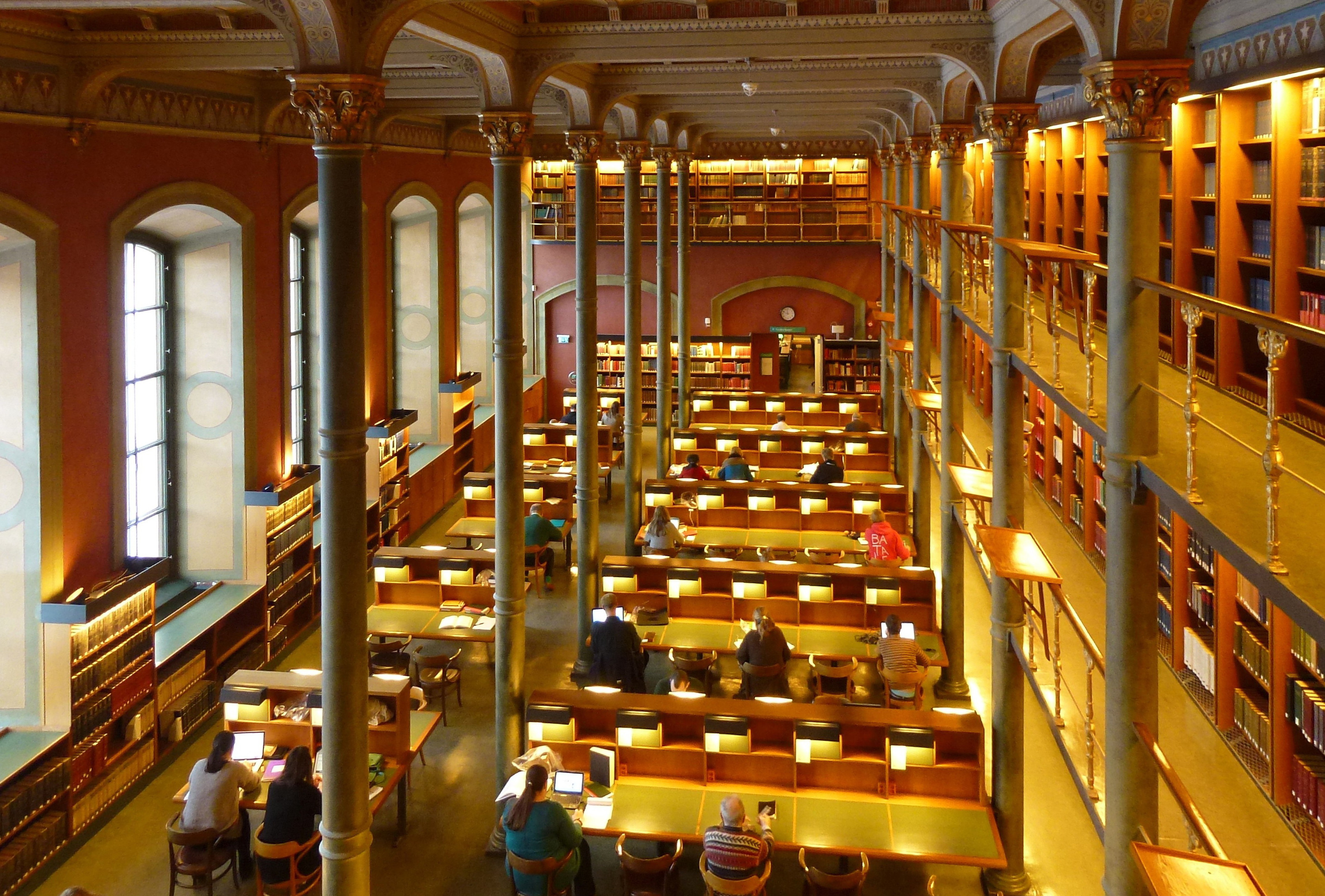
Czytelnia (2012)

W latach 80., po wielu badaniach, zaproponowano wybudowanie w położonych na głębokości 40 m pod parkiem jaskiniach skalnych dwóch dużych, pięciopiętrowych, podziemnych magazynów, połączonych z budynkiem głównym szybami windowymi. Magazyny te zostały oddane do użytku w 1995 roku. Ich łączna powierzchnia wynosi 18 000 m². Pierwszy z nich wkrótce się zapełnił, chociaż zawierał aż 843 ruchome regały. W 1997 roku została ukończona obszerna przebudowa i renowacja budynku Biblioteki, wykonana według projektu architekta Jana Henrikssona, a czytelnicy otrzymali do dyspozycji nowe czytelnie. Publiczność zyskała również dostęp do tzw. aneksu, magazynu książek zbudowanego pod ziemią w latach 60. Po modernizacji mieszczą się w nim, między innymi, sala wystawowa, audytorium i pokój mikrofilmów. W podziemiu znalazła się również tzw. krypta, urządzona specjalnie dla jednego z najcenniejszych skarbów Biblioteki – Biblii Diabła (Codex Gigas). Piętnaście metrów poniżej magazynu podziemnego zbudowano nowe centrum komputerowe Biblioteki Królewskiej, oddane do użytku w 2002 roku. Umieszczono w nim ogólnokrajowy biblioteczny system komputerowy Libris i własny skomputeryzowany katalog Regina.
W latach 2011–2013 biuro architektoniczne Murmans Arkitekter dokonalo dalszej modernizacji gmachu Biblioteki.

## Kradzież książek
W 2004 roku wykryto zuchwałą kradzież, której systematycznie dokonywał jeden z wysoko postawionych pracowników Biblioteki. W wyniku wszczętego dochodzenia przyznał on, iż począwszy od 1995 roku wynosił systematycznie stare, bezcenne książki z Biblioteki Królewskiej oraz z innych bibliotek, jak również z Akademii Szwedzkiej, by następnie sprzedawać je z zyskiem na światowych aukcjach, a uzyskane środki wykorzystywać na własne potrzeby. Podejrzanemu (który zyskał przydomek KB-tjuven) postawiono zarzut kradzieży; do procesu jednak nie doszło, ponieważ popełnił on samobójstwo, wysadzając własne mieszkanie w powietrze.
Mężczyzna skradł ogółem z Biblioteki Królewskiej 56 książek. Ich wartość oszacowano (w przeliczeniu) na około 4 miliony złotych. W 2012 roku udało się wytropić w Nowym Jorku i odzyskać pierwszą z nich, Atlas Corneliusa van Wytflieta z 1597 roku, o szacunkowej wartości (w przeliczeniu) 350 000 złotych, zawierający mapy obu Ameryk oraz pierwszą mapę Kalifornii.

## Zadania

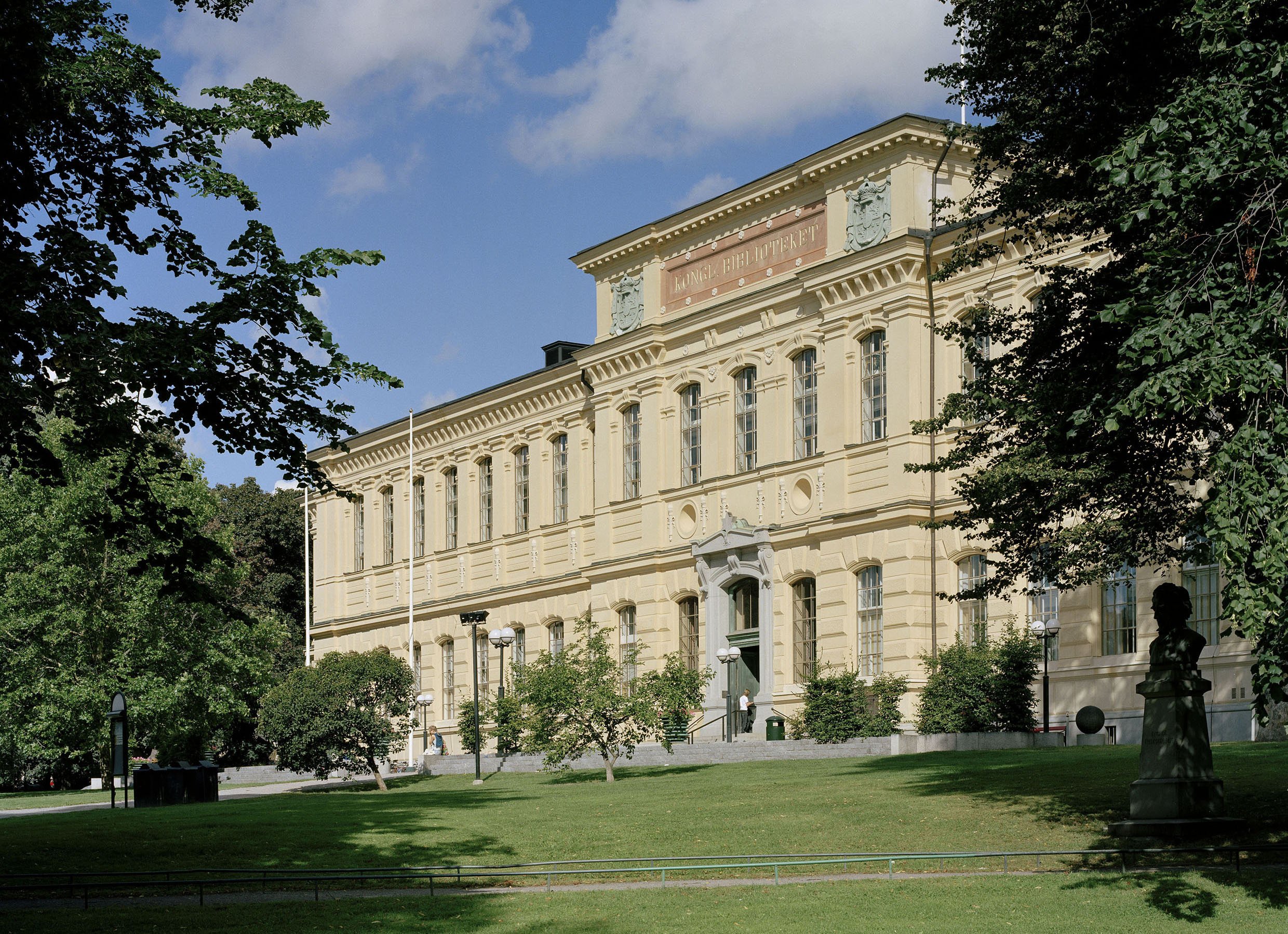
Biblioteka Królewska w Sztokholmie

Biblioteka Królewska ma status biblioteki narodowej Szwecji. Począwszy od 1661 roku, kiedy wprowadzono po raz pierwszy ustawę o obowiązkowym dostarczaniu (lagen om pliktleveranser), zajmuje się ona gromadzeniem, ogólnie rzecz biorąc, wszystkich publikacji wydanych w Szwecji, w tym również emisji radiowych i telewizyjnych oraz, po modyfikacji ustawy o obowiązkowym dostarczaniu, również pewnych materiałów internetowych.
Zadaniem Biblioteki jest nie tylko gromadzenie zbiorów, ale również ich opis i katalogowanie w celu ułatwienia dostępu do nich. Ponieważ ma ona równocześnie status placówki naukowo-badawczej o profilu humanistycznym i socjologicznym, zajmuje się zakupem zagranicznej literatury z różnych dziedzin, takich jak historia, religioznawstwo, literaturoznawstwo, wiedza o sztuce i tym podobne. Poza tym ma ona za zadanie zakup tej zagranicznej literatury, która została przetłumaczona z języka szwedzkiego lub dotyczy Szwecji (tak zwane Suecana).

## Czytelnie
Na terenie Biblioteki_Królewskiej w Sztokholmie znajdują się następujące czytelnie:
- Stora läsesalen (czytelnia główna) – jest miejscem studiowania w ciszy większości dostępnego materiału
- Forskarläsesalen (czytelnia naukowa) – przeznaczona jest dla badaczy
- Specialläsesalen (czytelnia specjalistyczna) – służy do studiowania starych wydawnictw lub wydawnictw szczególnie cennych, takich jak rękopisy, mapy czy obrazy
- Mikrofilmsläsesalen (czytelnia mikrofilmów) – jest tu dostępna większość szwedzkich i duży wybór zagranicznych gazet w postaci mikrofilmów
- Audiovisuella salen (sala audiowizualna) – jest miejscem udostępniania filmu, muzyki, produkcji radiowych i telewizyjnych
- Tidskriftsläsesalen (czytelnia czasopism) – oferuje szwedzkie i zagraniczne czasopisma o profilu humanistycznym.

## Bazy danych
Bibliotek prowadzi i współdziała przy prowadzeniu kilku najważniejszych szwedzkich naukowych baz danych:
- LIBRIS – ogólnopaństwowy katalog zawierający ponad 6,5 miliona tytułów znajdujących się w ponad 300 bibliotekach badawczych i uczelnianych Szwecji
- Svensk mediedatabas, SMDB – zawiera okolu 8 milionów godzin szwedzkiej produkcji filmowej, telewizyjnej, radiowej i muzycznej
- Regina – lokalny katalog Biblioteki obejmujący materiał drukowany
- Swepub – wyszukiwarka artykułów, sprawozdań i prac naukowych znajdujących się w szwedzkich uczelniach
- Ediffah – wyszukiwarka rękopisów i archiwów prywatnych[9]

## Zbiory
Na zbiory biblioteczne składa się około 18 milionów eksponatów i ponad 7 milionów godzin zarejestrowanego dźwięku i ruchomego obrazu (dane za luty 2013). Zbiory biblioteczne obejmują: książki, rękopisy, broszury, czasopisma, plakaty, wydawnictwa muzyczne i cyfrowe. Biblioteka posiada ponadto w swych zbiorach prywatne archiwa znanych postaci z dziedziny kultury i polityki szwedzkiej, jak: August Strindberg, Dag Hammarskjöld i Astrid Lindgren; pierwszy z wymienionych pracował w Bibliotece w latach 1874–1882 jako młodszy asystent.
Zbiór książek i czasopism liczy około 2,8 miliona egzemplarzy i zajmuje blisko 74 kilometry półek magazynowych; zbiory książek powiększają się rocznie o 600 metrów półek.

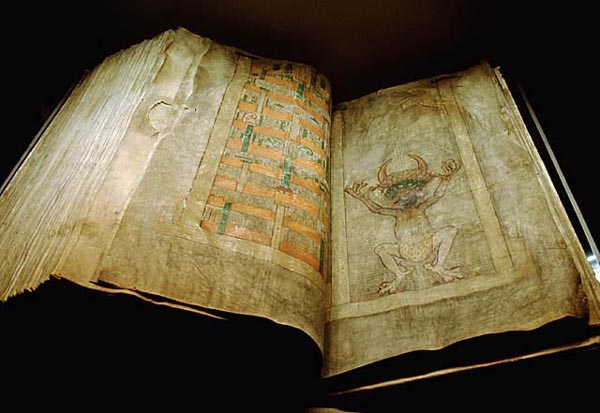
Codex Gigas – Biblia Diabła, jeden z białych kruków Kungliga biblioteket

Najstarszym zabytkiem w zbiorach Biblioteki Królewskiej jest Codex Aureus, spisany około 750 roku, natomiast najbardziej niezwykłą książką jest prawdopodobnie Codex Gigas – Biblia Diabła, noszący z powodu swych rozmiarów i wizerunku diabła różne nazwy: Codex giganteus, Gigas librorum, Fans Bibel, Hin Håles Bibel i Svartboken. Codex Gigas jest największym na świecie średniowiecznym rękopisem. Ma wymiary 89 na 49 cm i waży 75 kg. Składa się z 310 ręcznie pisanych stron, wykonanych prawdopodobnie ze skóry cielęcej. Jego treść stanowi Stary i Nowy Testament oraz kilka traktatów historycznych i medycznych. Według legendy Biblia Diabła została spisana w ciągu jednej nocy przez mnicha, który w celu odkupienia swoich grzechów zawarł umowę z szatanem, dzięki czemu jego wizerunek znalazł się w Biblii. Biblia powstała przypuszczalnie na początku XIII wieku w jednym z klasztorów na terenie dzisiejszych Czech. W ciągu następnych stuleci kilkakrotnie zmieniała właścicieli, by w 1648 roku, w końcowym okresie wojny trzydziestoletniej, paść łupem wojsk szwedzkich szturmujących Pragę. Została potraktowana wraz z innymi zagrabionymi książkami jako łup wojenny i wywieziona do Sztokholmu. Uniknęła spłonięcia w pożarze dawnego zamku królewskiego w 1697 roku, ponieważ prawdopodobnie została wyrzucona przez okno. W 1877 roku znalazła swoje miejsce w nowej siedzibie Biblioteki Królewskiej w Humlegården.

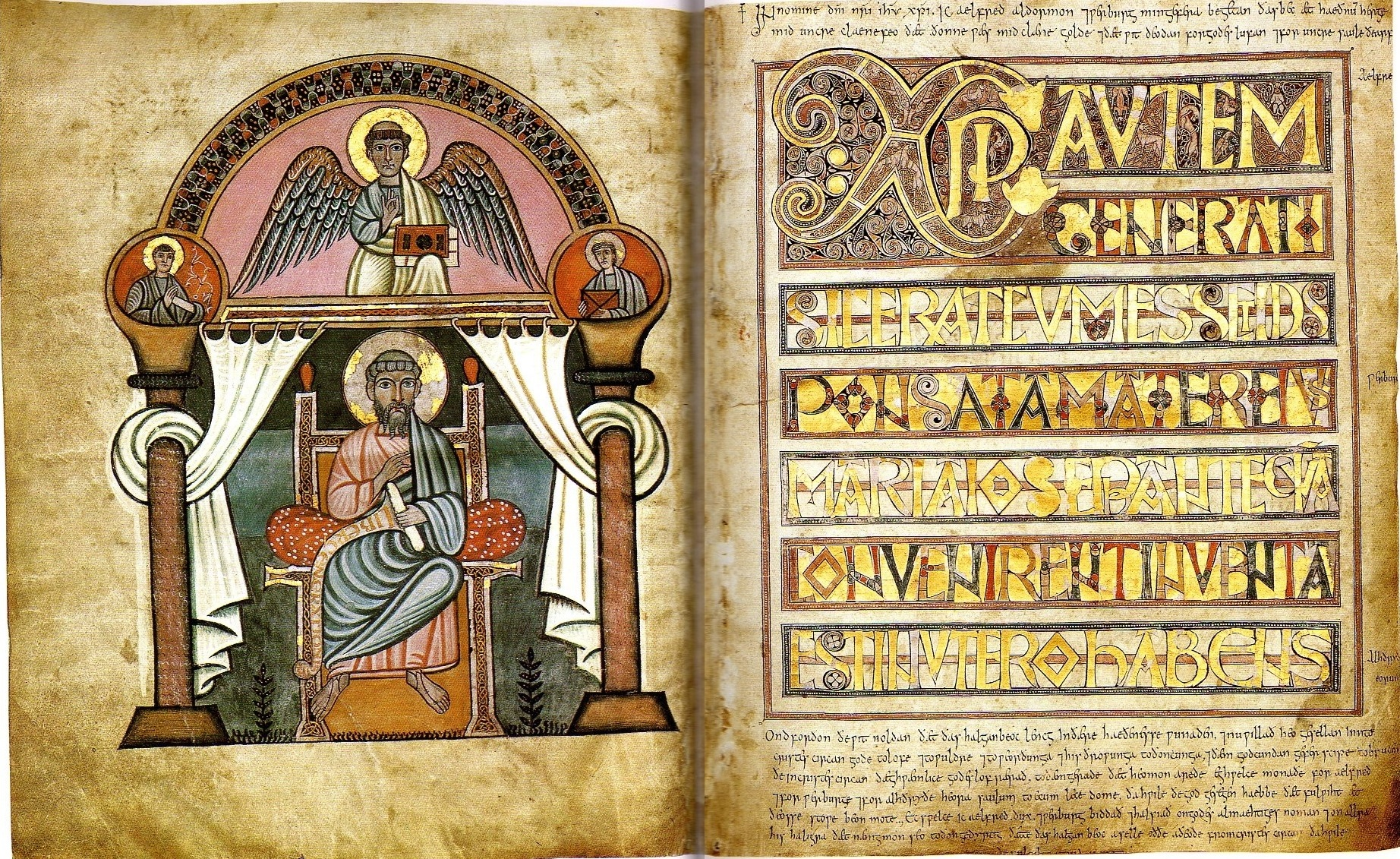
Codex Aureus
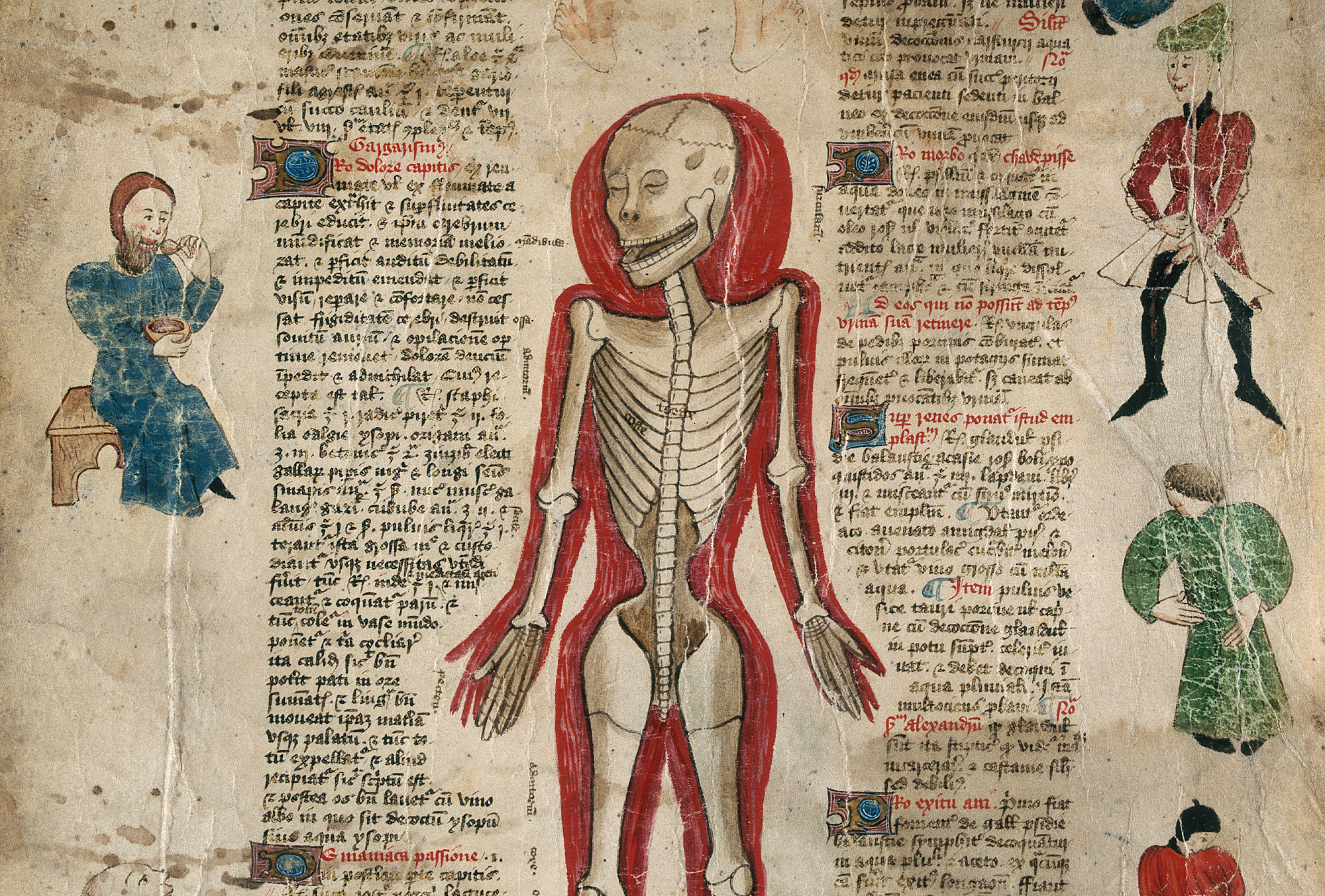
De arte phisicali et de cirurgia (rękopis, fragment)
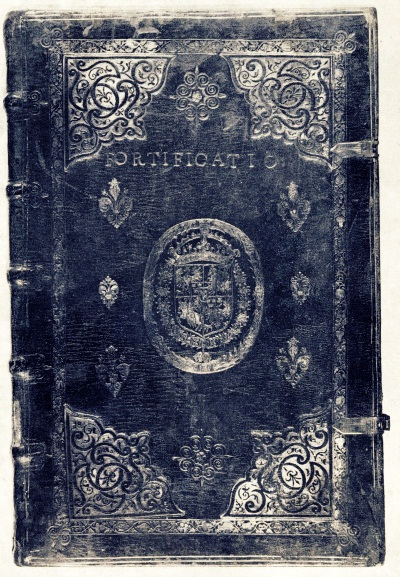
Książka Zygmunta III Wazy